# ترجمه ماشینی مبتنی بر انتقال
ترجمه ماشینی مبتنی بر انتقال گونه‌ای از ترجمهٔ ماشینی است که بر ایده ترجمه بین زبانی استوار است و اکنون یکی از وسیع‌ترین و رایج‌ترین متدهای ترجمه ماشینی است.

## طراحی
هر دو نوع ترجمه ماشینی برپایه بر ترجمه بین زبانی و مبتنی بر انتقال بر یک ایده استوار است:برای ترجمه کردن این لازم است که یک رابط یا واسطه‌ای وجود داشته یاشد که معنی جمله اصلی را برای ترجمه صحیح دریافت کند. با این تفاوت که در روش مبتنی بر بین زبانی وابسته به زبان‌های در سؤال است. درحالی‌که ترجمه مبتنی بر انتقال وابسته به زبانی است که با آن درگیر شده‌است.روش‌هایی که ترجمه ماشینی مبتنی بر انتقال بر آن استوار است اساساً تفاوت‌های غیرقابل ملاحظه‌ای دارد. اما در اصل همه آن‌ها از چند الگو پیروی می‌کنند:
آنها مجموعه‌ای از دستورات زبان‌شناسی را که زبان هدف است بکار می‌برند. مرحله اول شامل آنالیز متن ورودی برای تکواژشناسی است تا یک ارائه داخلی تولید شود. ترجمه از این نمایش منجر می‌شود. با این توضیح که از لغت نامه های دوزبانه و قواعد گرامری (هر دو) در ترجمه استفاده می‌شود.
با این استراتژی ترجمه ماشینی ممکن است که بتوانیم به ترجمه‌هایی با کیفیت بسیار بالا دست یابیم که ناحیه اطمینان صحت آن بیش از ۹۰٪ است. هر چند این اطمینان پذیری به شدت به ربان درگیر با این متن وابسته است. برای مثال فاصله و اختلاف بین دو زبان بسیار مهم و تأثیرگذار است.

## بهره‌برداری
در یک سیستم ترجمه برپایه ترتیب ، متن اصلی ابتدا برای تکواژشناسی آنالیز می‌شود تا بتوان یک ارائه مطابق با قواعد صرف و نحوی رسید. پس از آن می‌توانید ارائه را به سطح مطلوب تری با تأکید بر بخش‌های مربوط به ترجمه و نادیده گرفتن بخش‌های کم‌اهمیت تر ویرایش کنید.
فرایند انتقال آن گاه این ارائه نهایی را به ارایه‌ای هم سطح و هم کیفیت خود در زبان مقصد تبدیل می‌کند.
به این دو متن ترجمه‌ای ارائه شده، ارایه‌های واسطه‌ای می‌گویند. از نمایش دادن(به زبان مقصد) نیز مراحل به صورت معکوس اعمال می‌شود تا به ارایه‌ای از زبان مبدأ دست یابیم.

## آنالیزها و انتقال‌ها
متدهای متنوعی برای آنالیز و انتقال وجود دارند که می‌توانند قبل از رسیدن به نتیجه پایانی به کار برده شوند.
همراه با این روش‌های آماری ممکن است تولید سیستم‌های ترکیبی افزوده شود. روشی که انتخاب شده و نیز تاکیدات تا حد زیادی بستگی به طراحی سیستم دارد. با این حال، بیشتر سیستم‌ها شامل حداقل مراحل زیر است:
- آنالیزهای Morphological: اشکال سطحی از متن ورودی به عنوان بخشی از گفتار (به عنوان مثال اسم، فعل، و غیره) و زیر رده (تعداد، جنس، زمان، و غیره) طبقه‌بندی می‌شوند. همه آنالیزهای ممکن برای هر شکل سطحی به‌طور معمول در این مرحله (به همراه اصل واژه) استخراج می‌شوند.
- طبقه‌بندی واژگانی: در هر متن برخی از کلمات ممکن است بیش از یک معنی داشته باشد، که این باعث ابهام در تجزیه و تحلیل می‌شود. طبقه‌بندی واژگانی به محتوای کلمه توجه می‌کند تا بتواند معنای صحیحی را ارائه دهد تا با محتوای متن سازگاری مفهومی کامل را داشته باشد.. این می‌تواند شامل برچسب زدن بخشی از گفتار جهت ابهام زدایی یا… باشد.
- انتقال واژگانی: این بخش اساساً ترجمه فرهنگ لغتی است. اصل زبان مبدأ (شاید با اطلاعات مفهومی) در یک فرهنگ لغت دو زبانه جستجو می‌شود و ترجمه انتخاب می‌گردد.
- انتقال ساختاری: در حالی که مراحل قبلی با کلمات سروکار داشتند، این مرحله به ترکیبات بزرگتری، (برای مثال عبارات) می‌پردازد. ویژگی‌های این مرحله عبارتند از: تطابق جنس و تعداد و مرتب‌سازی مجدد از کلمات یا عبارات.
- تولید Morphological: از خروجی مرحله انتقال ساختاری، فرم‌های سطحی زبان مقصد (هدف) تولید می‌شود.

## انواع انتقال
یکی از ویژگی‌های اصلی سیستم‌های ترجمه ماشینی مبتنی بر انتقال، مرحله‌ای است که در آن انتقال ارائه واسطه‌ای از زبان مبدأ به ارائه واسطه‌ای زبان مقصد صورت می‌گیرد. (مرحله‌ای که ترجمه حد واسط از زبان مبدأ به مقصد صورت می‌گیرد) این می‌تواند در یکی از دو سطح از تجزیه و تحلیل زبانی انجام شود، یا اینکه در جایی در میانه این دو سطح باشد.
- انتقال سطحی (یا نحوی): این سطح با انتقال «ساختارهای نحوی» بین منبع و زبانهای هدف مشخص است. مناسب برای زبان در همان خانواده یا از همان نوع است، برای مثال در زبان‌های رمانتیک بین اسپانیایی، کاتالان، فرانسوی، ایتالیایی، و غیره.
- انتقال عمیق (یا معنایی): این سطح شامل ارایه‌های (ترجمه اولیه) معناشناختی است که وابسته به زبان مبدأ است. این ارائه می‌تواند از یک سری از ساختارها که معناگرا و نشان دهنده معنی است تشکیل شود. در این انتقال محمولات سیستم به‌طور معمول تولید می‌شود. در این سیستم‌های انتقال گزاره‌ها تولید می‌شوند. برای ترجمه نیز به‌طور معمول نیاز به انتقال ساختاری است. این سطح انتقال برای ترجمه زبان‌های دورتر (مثلاً اسپانیایی و زبان انگلیسی یا اسپانیایی و زبان باسکویی) استفاده می‌شود.